# Reino Helismaa

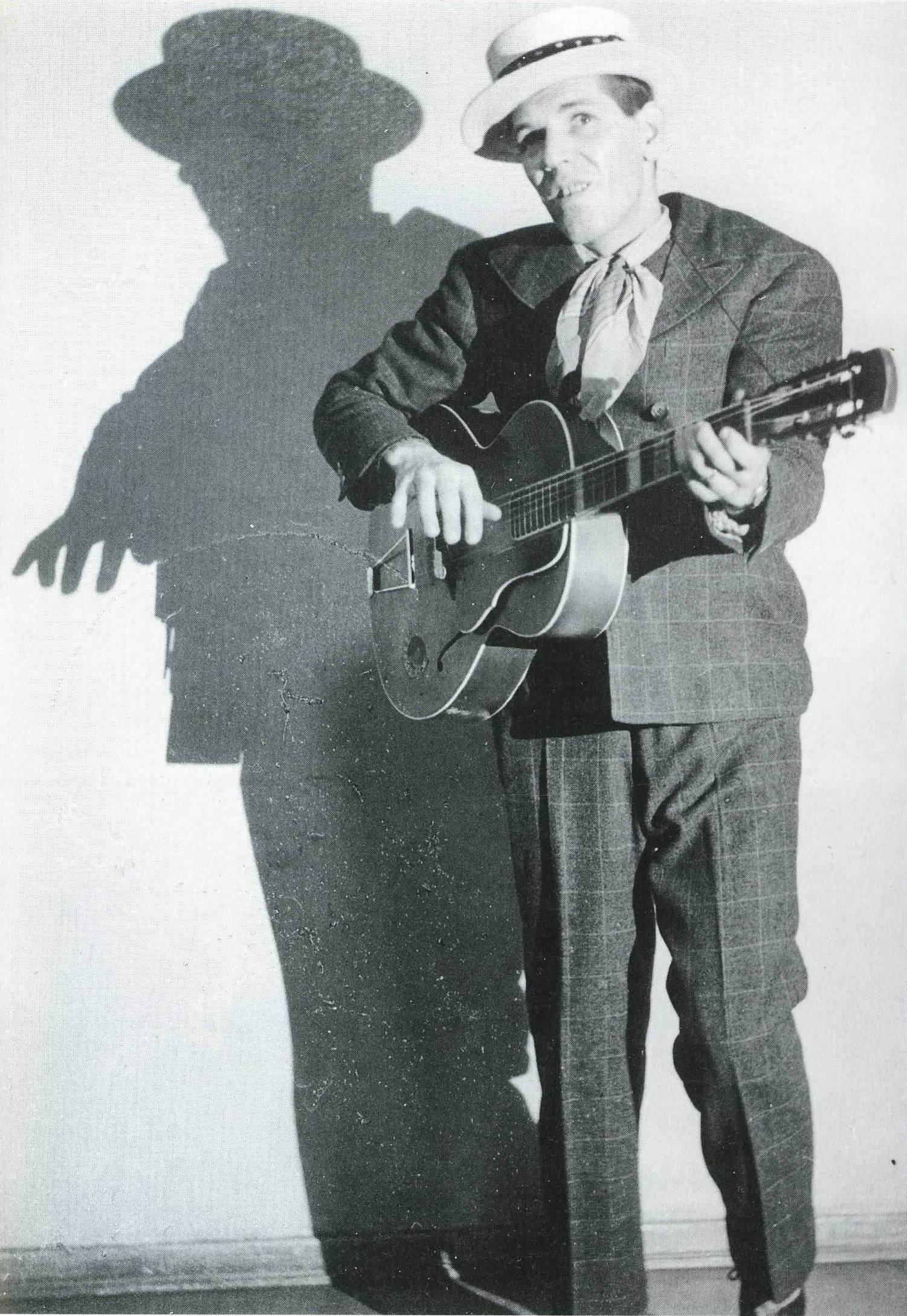
Reino Helismaa (1947)

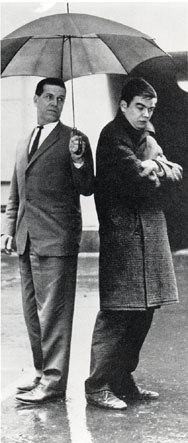
Gemeinsam mit Pentti Saarikoski (1962)

Reino „Repe“ Vihtori Helismaa, bis zum Jahr 1934 mit Nachnamen „Helenius“, (* 12. Juli 1913 in Helsinki; † 21. Januar 1965 ebenda) war ein finnischer Texter, Coupletsänger und Filmschauspieler. Als Pseudonyme verwendete er auch die Namen „Orvokki Itä“, „Aarne Lohimies“, „Rainer Kisko“ und „Rauni Kouta“.
Den Hauptteil des Werkes Helismaas machen die etwa fünftausend Liedtexte aus, von denen etwa 1500 aufgenommen wurden. Seit Beginn der 1950er-Jahre bestand eine ständige fruchtbare Zusammenarbeit mit dem Komponisten Toivo Kärki. Viele der von Helismaa getexteten Stücke wurden von Tapio Rautavaara interpretiert.
Neben seinen Liedtexten verfasste Helismaa 32 Filmdrehbücher, 104 Radiohörspiele, zehn Revues und acht Theaterstücke. Er war ferner einer der beiden Autoren des finnischen Science-Fiction-Comicklassikers Ein Erdenmann auf dem Mars (Maan mies Marsissa) aus dem Jahr 1947. Außerdem verfasster Helismaa verschiedene Erzählungen im Abenteuer- und Thrillerbereich. Der breiten Öffentlichkeit wurde Helismaa als Sänger von Couplets von J. Alfred Tanner bekannt.
Zu den bekanntesten Kompositionen Helismaas gehören „Meksikon pikajuna“, „Rovaniemen markkinoilla“, „Reppu ja reissumies“, „Päivänsäde ja menninkäinen“, „Rakovalkealla“ sowie „Lauluni aiheet“.
Das 1949 auf 78er-Vinyl erschienene „Meksikon pikajuna“ erzählt mit viel schwarzem Humor eine knapp sechsminütige Geschichte eines Zugraubes in Mexiko mit den beiden „Hauptpersonen“ Pikku-Pete und Iso-Pat, wobei es noch eine weitere Besonderheit gibt: an einer spannungsgeladenen Stelle blendet das Stück aus, und die Geschichte geht nahtlos auf der B-Seite weiter.
Unter den beliebtesten Liedern von Toivo Kärki hat Helismaa unter anderem folgende Stücke vertextet und davon eigene Interpretationen aufgenommen:
- „Suutarin tyttären pihalla“ (1948)
- „Kulkurin iltatähti“ (1951)
- „Minä soitan sulle illalla“ (1952)
- „Laivat puuta - miehet rautaa“ (1952)
- „Me tulemme taas“ (1953)
- „Hiljainen kylätie“ (1953)
- „Sinun silmiesi tähden“ (1953)
- „Täysikuu“ (1953)
- „Mummon kaappikello“ (1954)
- „Vanhan veräjän luona“ (1959)
- „Tuopin jäljet“ (1963)
- „Aurinko laskee länteen“ (1965)

Für folgende Lieder lieferte Helismaa ebenfalls die Textunterlegung, jedoch nahm er keines der Stücke selbst auf:
- „Kaksi vanhaa tukkijätkää“
- „Moukan tuuri“
- „Neljän tuulen tiellä“
- „Lentävä kalakukko“
- „Reppu ja reissumies“
- „Tango merellä“

Weitere von Helismaa selbst gesungene Lieder waren auch „Sorsanmetsästys“,
„Balladi villistä lännestä“ und „Pigalle ja Montmartti“.
Für die Hintergrundmusik eines Werbespots der Firma Mercedes-Benz aus dem Jahr 2002 mit Mika Häkkinen wurde das Lied „Reilun Pojan Ralli“ aus dem Jahre 1951 verwendet.
Von bürgerlichem Beruf war Helismaa Maschinensetzer. Reino Helismaa starb im Jahr 1965 an Lungenkrebs.